# Lori noir
Chalcopsitta atra
Espèce
Statut de conservation UICN

 LC  : Préoccupation mineure
Statut CITES
Le Lori noir (Chalcopsitta atra) est une espèce d'oiseaux de la famille des Psittaculidae.

## Description
Le Lori noir mesure environ 32 cm de long et a un bec noir. Son plumage est principalement noir avec un croupion bleu. Les marques rouges sur la face, les cuisses et la queue varient entre les trois sous-espèces. La plupart de ses plumes ont des reflets pourpres au soleil. Il ne présente pas de dimorphisme sexuel.

## Répartition, habitat et population

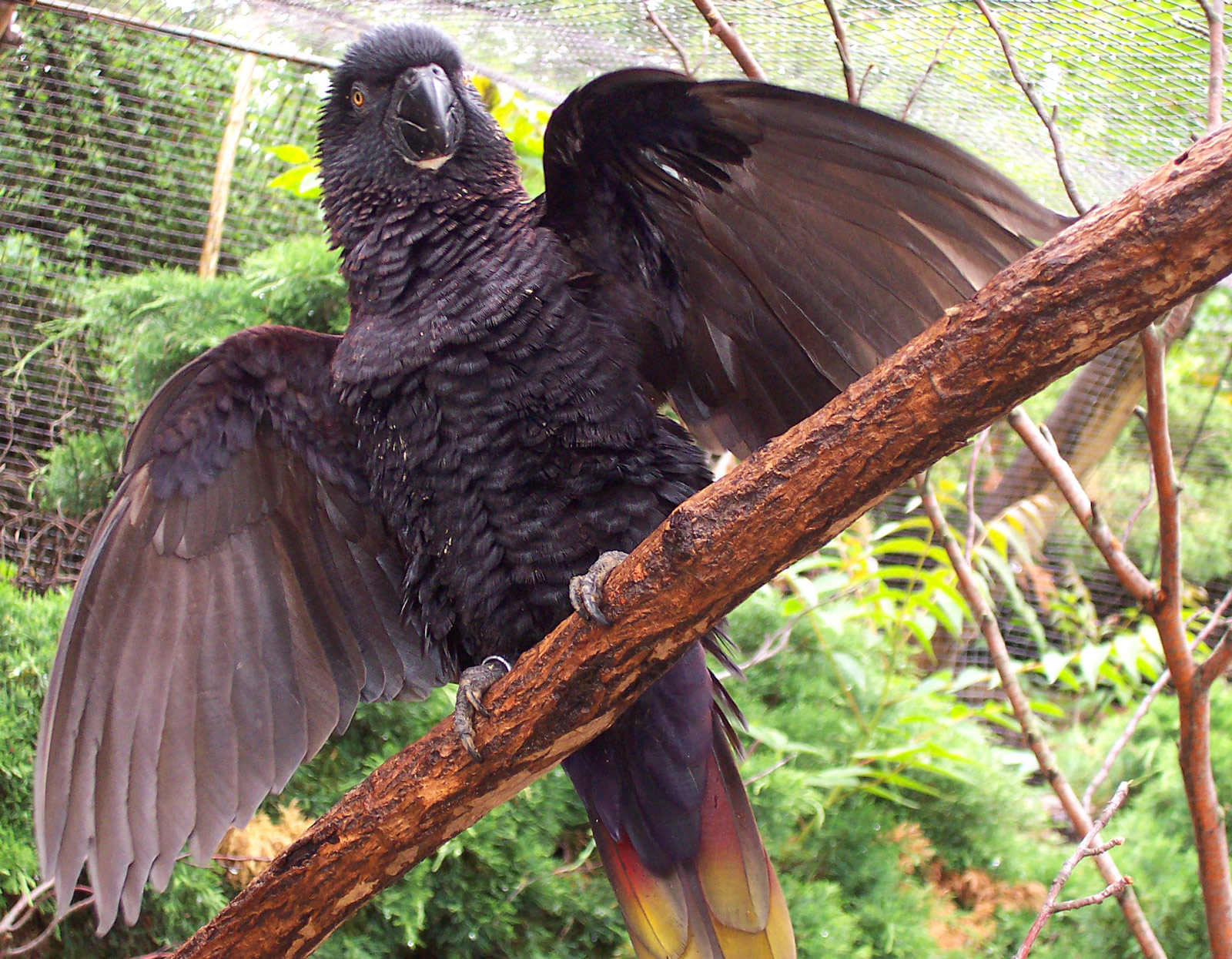
Un lori noir au zoo de Prague.

On les rencontre souvent dans des forêts de cocotiers et les arbres en fleurs du nord-ouest de la Nouvelle-Guinée et sur ses îles environnantes.
Sa population mondiale est estimée à 50 000 individus.

## Sous-espèces
Selon A. Peterson, il en existe 3 sous-espèces :
- Chalcopsitta atra atra (Scopoli) 1786
- Chalcopsitta atra bernsteini Rosenberg,HKB 1861 : Misool
- Chalcopsitta atra insignis Oustalet 1878